# 4ª edizione dei British Academy Video Game Awards
La quarta edizione dei British Academy Video Games Awards, premiazione istituita dalla British Academy of Film and Television Arts, si è tenuta il 23 ottobre 2007 all'interno del Battersea Park di Londra, ed è stata condotta da Vic Reeves. La cerimonia ha premiato i migliori videogiochi degli anni 2006 e 2007. Wii Sports è stato il gioco più premiato della serata, ottenendo ben sei riconoscimenti su sette candidature, eguagliando il record di vittorie di Grand Theft Auto: Vice City (2003) e di Half-Life 2 (2004). BioShock è stato premiato come Gioco dell'anno.

## Vincitori e candidati

### Miglior Gioco d'azione e d'avventura
- Crackdown – Realtime Worlds/Microsoft Game Studios

- Gears of War – Epic Games/Microsoft Game Studios
- God of War II – SCE Santa Monica Studio/Sony Computer Entertainment
- The Orange Box – Valve Corporation/Valve Corporation
- Ratchet & Clank: Armi di distruzione – Insomniac Games/Sony Computer Entertainment
- The Legend of Zelda: Twilight Princess – Nintendo EAD/Nintendo

### Miglior Gioco di Sport
- Wii Sports – Nintendo EAD/Nintendo

- Colin McRae: Dirt – Codemasters/Codemasters
- Football Manager 2008 – Sports Interactive/SEGA
- FIFA 08 – EA Canada/EA Sports
- MotorStorm – Evolution Studios/Sony Computer Entertainment
- Virtua Tennis 3 – Sega and Sumo Digital/Sega

### Miglior Direzione Artistica
- Ōkami – Clover Studio/Capcom

- BioShock – 2K Boston and 2K Australia/2K Games
- Heavenly Sword – Ninja Theory/Sony Computer Entertainment
- Ratchet & Clank: Armi di distruzione – Insomniac Games/Sony Computer Entertainment
- Skate – EA Black Box/Electronic Arts
- Viva Piñata – Rare/Microsoft Game Studios

### Miglior Storia e Personaggi
- God of War II – Cory Barlog, James Barlog and Marianne Krawczyk, SCE Santa Monica Studio/Sony Computer Entertainment

- Final Fantasy XII – Daisuke Watanabe, Miwa Shoda and Yasumi Matsuno, Square Enix/Square Enix
- Heavenly Sword – Tameem Antoniades, Rhianna Pratchett and Andrew S. Walsh, Ninja Theory/Sony Computer Entertainment
- Ōkami – Hideki Kamiya, Clover Studio/Capcom
- The Darkness – Starbreeze Studios/2K Games
- I Simpson - Il videogioco – EA Redwood Shores/Electronic Arts

### Gioco dell'anno
- BioShock – 2K Boston and 2K Australia/2K Games

- Crysis – Crytek/Electronic Arts
- Gears of War – Epic Games/Microsoft Game Studios
- Guitar Hero II – Harmonix/Activision
- Kane & Lynch: Dead Men – IO Interactive/Eidos Interactive
- Wii Sports – Nintendo EAD/Nintendo

### Miglior Gioco di Strategia e Simulazione
- Wii Sports – Nintendo EAD/Nintendo

- Command & Conquer 3: Tiberium Wars – EA Los Angeles/Electronic Arts
- Forza Motorsport 2 – Turn 10 Studios/Microsoft Game Studios
- Medieval II: Total War: Kingdoms – Creative Assembly/SEGA
- Tom Clancy's Rainbow Six: Vegas – Ubisoft Montreal/Ubisoft
- World in Conflict – Massive Entertainment/Sierra Entertainment

### Miglior Gioco Casual
- Wii Sports – Nintendo EAD/Nintendo

- Big Brain Academy for Wii – Nintendo Entertainment Analysis & Development Group No. 4/Nintendo
- Cake Mania – Sandlot Games/Sandlot Games
- Guitar Hero II – Harmonix/Activision
- More Brain Training – Nintendo SPD/Nintendo
- SingStar – SCE London Studio/Sony Computer Entertainment

### Miglior Direzione Tecnica
- God of War II – SCE Santa Monica Studio/Sony Computer Entertainment

- Crackdown – Realtime Worlds/Microsoft Game Studios
- Gears of War – Epic Games/Microsoft Game Studios
- MotorStorm – Evolution Studios/Sony Computer Entertainment
- Ōkami – Clover Studio/Capcom
- Uncharted: Drake's Fortune – Naughty Dog/Sony Computer Entertainment

### Miglior Gameplay
- Wii Sports – Nintendo EAD/Nintendo

- Crackdown – Realtime Worlds/Microsoft Game Studios
- Gears of War – Epic Games/Microsoft Game Studios
- Sega Rally – Sega Racing Studio/SEGA
- The Legend of Zelda: Twilight Princess – Nintendo EAD/Nintendo
- Warhawk – Incognito Entertainment and SCE Santa Monica Studio/Sony Computer Entertainment

### Miglior Sonoro
- Crackdown – Realtime Worlds/Microsoft Game Studios

- Elite Beat Agents – iNiS/Nintendo
- Gears of War – Epic Games/Microsoft Game Studios
- God of War II – SCE Santa Monica Studio/Sony Computer Entertainment
- Guitar Hero II – Harmonix/Activision
- Skate – EA Black Box/Electronic Arts

### Miglior Gioco Innovativo
- Wii Sports – Nintendo EAD/Nintendo

- flOw – thatgamecompany/Sony Computer Entertainment
- Ōkami – Clover Studio/Capcom
- Super Paper Mario – Intelligent Systems and Nintendo SPD/Nintendo
- The Eye of Judgment – SCE Japan Studio/Sony Computer Entertainment
- Trauma Center: Second Opinion – Atlus/Atlus

### BAFTA One's to Watch Award
- Ragnarawk – Voodoo Boogy

- Bear Go Home – Phoenix Seed
- Climbatic

### Miglior Multiplayer
- Wii Sports – Nintendo EAD/Nintendo

- Battlefield 2142 – EA DICE/Electronic Arts
- Crackdown – Realtime Worlds/Microsoft Game Studios
- Guitar Hero II – Harmonix/Activision
- World in Conflict – Massive Entertainment/Sierra Entertainment
- World of Warcraft: The Burning Crusade – Blizzard Entertainment/Blizzard Entertainment

### Miglior Colonna Sonora Originale
- Ōkami – Masami Ueda, Hiroshi Yamaguchi, Rei Kondoh and Akari Groves, Clover Studio/Capcom

- Final Fantasy XII – Hitoshi Sakimoto, Hayato Matsuo and Masaharu Iwata, Square Enix/Square Enix
- God of War II – Gerard Marino, Ron Fish, Mike Reagan and Cris Velasco, SCE Santa Monica Studio/Sony Computer Entertainment
- Lair – John Debney, Factor 5/Sony Computer Entertainment
- The Legend of Zelda: Twilight Princess – Toru Minegishi, Asuka Ohta, Nintendo EAD/Nintendo
- Viva Piñata – Grant Kirkhope, Rare/Microsoft Game Studios

The PC World Gamers Award (Premio scelto dal pubblico)
- Football Manager 2007 – Sports Interactive/SEGA

- Dr. Kawashima's Brain Training – Nintendo SPD/Nintendo
- FIFA 07 – EA Canada/Electronic Arts
- Gears of War – Epic Games/Microsoft Game Studios
- Grand Theft Auto: Vice City Stories – Rockstar Leeds and Rockstar North/Rockstar Games
- Resistance: Fall of Man – Insomniac Games/Sony Computer Entertainment
- Wii Play – Nintendo EAD Group No. 2/Nintendo